# Ежен Анри Гравелот
Ежен Анри Гравелот (фр. Eugène-Henri Gravelotte; Париз, 6. фебруар 1876 — Беноде, 28. август 1939) је био француски мачевалац, који се такмичио на првим Олимпијским играма 1896. у Атини
Учествовао је у дисциплини флорет и до финала је стигао као победник своје групе, у којој је остварио све три победе. У финалу је савладао свог земљака Анрија Калоа са 3:2.

## Резултати
| Меч    | Победник                     | Тушеви | Поражени                           |
| ------ | ---------------------------- | ------ | ---------------------------------- |
| B2     | Ежен Анри Гравелот Француска | 3-2    | Атанасиос Вурос Грчка              |
| B4     | Ежен Анри Гравелот Француска | 3-2    | Костантинос Комниос Милиотис Грчка |
| B5     | Ежен Анри Гравелот Француска | 3-1    | Јоргос Балакакис Грчка             |
| Финале | Ежен Анри Гравелот Француска | 3-2    | Анри Кало Француска                |

## Сопољашње везе
- Ежен Анри Гравелот на сајту Sports-Reference.com (архивирано)